# Siegerland
Siegerland es una región en Alemania alrededor de la ciudad de Siegen (perteneciente al distrito de Siegen-Wittgenstein) en el estado federado de Renania del Norte-Westfalia. La región abarca parte del norte del estado federado de Renania-Palatinado.

## Localización
La región se ubica en torno a la ciudad de Siegen y se cuenta entre las zonas más densamente pobladas de Alemania. En las inmediaciones de las tierras de Siegerland se encuentran las ciudades del estado de Renania del Norte-Westfalia: Hilchenbach, Netphen, Kreuztal, Freudenberg, Siegen, el municipio de Wilnsdorf, Burbach y Neunkirchen, así como las ciudades de Renania-Palatinado: Herdorf, Kirchen y Betzdorf (Sieg) y los municipios de Mudersbach, Niederfischbach y Daaden. En estas comarcas viven cerca de 300.000 habitantes.

## Especialidades culinarias
- Riewekooche - Puré de patata frito.
- Krüstchen - Una especie de empanado de carne.
- Krebelcher - Plato a base de puré de patatas.
- Krombacher - Fábrica de cerveza popular en la zona.

- Datos: Q580471
- Multimedia: Siegerland / Q580471